# Piędź
Piędź war im polnischen Maßsystem die Spanne. Das Maß war der Abstand an der menschlichen Hand von der Daumenspitze bis zur Mittelfingerspitze. Die anthropomorphe Maßeinheit war die kleine Spanne und ungenau.  Das Maß schwankte zwischen 19 und 22 Zentimeter.
- 1 Piędź = 0,19831 Meter = ⅓ Elle (Łokieć) = ½ Fuß (Stopa)